# Antonius Bouwens
Antonius Hubertus Maria Bouwens, detto Antoine (Hunsel, 22 maggio 1876 – Beverwijk, 28 marzo 1963), è stato un tiratore a segno olandese.

## Carriera
Partecipò ai Giochi olimpici di Parigi 1900 e di Anversa 1920 nelle gare di tiro a segno di pistola e di carabina. Nelle sue due esperienze olimpiche ottenne solo una medaglia: il bronzo nella pistola 50 metri a squadre all'Olimpiade 1900.
Bouwens prese parte in vari occasioni ai campionati mondiali di tiro, in cui conquistò in tutto due medaglie argentee e due bronzee.

## Palmarès

### Giochi olimpici
- 1 medaglia:
  - 1 bronzo (pistola 50 m a squadre a Parigi 1900).

### Campionati mondiali
- 4 medaglie:
  - 2 argenti (carabina 300 m 3 posizioni a squadre a Lucerna 1901; carabina militare 300 m 3 posizioni a Viborg 1914).
  - 2 bronzi (pistola 50 m a squadre a Parigi 1900; carabina 300 m 3 posizioni a Biarritz 1912).